# Datarpur (stato)
Lo Stato di Datarpur fu uno stato principesco del subcontinente indiano, avente per capitale il villaggio di Talwara.

## Storia
Lo stato di Datarpur venne fondato a metà del XVI secolo da raja Datar Chand, discendente delle famiglie principesche di Siba e Guler che diede al suo stato il suo nome. Dal 1786 lo stato divenne feudatario dello stato di Kangra sino a quando il raja Govind Chand non sottoscrisse un'alleanza coi gurkha invasori dal Nepal nel 1806, assicurandosi la completa indipendenza.
Govind Chand venne succeduto da suo figlio Jagat Chand quando Datarpur venne conquistata da Ranjit Singh di Lahore nel 1818 ed annessa all'impero sikh nel Punjab, per quanto uno jagir venne concesso a Jagat Chand come compensazione per la perdita subita. Terminata la dominazione nepalese, lo stato divenne un protettorato britannico ma nel 1848 Jagat Chand aderì alla ribellione contro gli inglesi e venne deposto, privato dei propri titoli ed esiliato ad Almora. Il territorio del Datarpur venne unito allo stato di Siba ed annesso poi al British Raj nel 1849 come Dada-Siba. I discendenti di Jagat Chand questa volta non ottennero alcuno jagir, ma la casata reale continua ad esistere tutt'oggi.

### Regnanti
I regnanti dello stato di Datarpur erano dei rajput della dinastia Katoch del clan Dadhwal. Avevano il titolo di raja.

#### Raja
- c. 1550 – ... 	Datar Chand
- ... – ...              Ganesh Chand
- ... – ...              Chatar Chand
- ... – ...              Udai Chand
- ... – ...              Prithi Chand
- ... – ...              Jai Chand
- ... – ...              Dalel Chand
- ... – ...              Ugar Chand
- ... –1806                Nand Chand
- 1806–1818	            Govind Chand
- 1818–1848               Jagat Chand (m. 1877)